# Años 530
Los años 530 o década del 530 empezó el 1 de enero del 530 y terminó el 31 de diciembre del 539.

## Acontecimientos
- San Bonifacio II sucede a San Félix IV como papa en el año 530
- Teudis sucede a Amalarico como rey de los visigodos en el año 531; reinará hasta 548.
- San Juan II sucede a San Bonifacio II como papa en el año 533
- Nacimiento de Leandro de Sevilla en el año 534, clérigo católico, famoso por convertir al catolicismo a los visigodos.
- San Agapito I sucede a San Juan II como papa en el año 535
- San Silverio sucede a San Agapito I como papa en el año 536
- Vigilio sucede a San Silverio como papa en el año 537
- Fenómenos meteorológicos extremos de 535-536, catalogando el año 536 como el Peor año de la Historia.